# Асеев, Алексей Александрович
Алексе́й Алекса́ндрович Асе́ев (14 марта 1922 — 10 мая 1980) — Герой Советского Союза (21.07.1944), участник Великой Отечественной войны, стрелок 1063-го стрелкового полка 272-й стрелковой дивизии 7-й армии Карельского фронта, красноармеец.

## Биография
Родился 14 марта 1922 года в столице Башкирии городе Уфе. Русский. Окончил 10 классов.
В Красную армию призван в декабре 1942 года Центральным райвоенкоматом города Красноярска и тогда же направлен в действующую армию.
В Свирско-Петрозаводской операции лета 1944 года наступали две армии южного крыла Карельского фронта: 7-я и 32-я. Главный удар наносила 7-я армия из района города Лодейное Поле Ленинградской области в направлении к Ладожскому побережью. С этой целью она была усилена направленными из резерва Ставки Верховного Главнокомандующего двумя стрелковыми корпусами, артиллерийскими, танковыми, инженерными соединениями.
В первый день наступления 21 июня 1944 года красноармеец Алексей Асеев отличился своими умелыми и решительными действиями. Находясь в составе разведывательной группы, он во время подготовки форсирования реки Свирь определил местонахождение огневых точек на переднем крае противника. После переправы на вражеский берег, приняв первые удары неприятеля, мужественный воин, располагая собственными разведывательными данными, быстро сориентировался на местности и уничтожил пять огневых точек вместе с прислугой. Меткими выстрелами он снял с деревьев несколько «кукушек», а троих финских солдат взял в плен.
Стрелок 1063-го стрелкового полка (272-я стрелковая дивизия, 7-я армия, Карельский фронт) красноармеец Асеев А. А. снова отличился в боях на третьей полосе обороны противника, при прорыве Видлицкого укреплённого района. Преодолев под огнём проволочные заграждения, он первым ворвался в траншею, уничтожил там расчёт тяжёлого пулемёта и захватил пленного. Так же смело и решительно действовал храбрый воин в бою во второй траншее, где он уничтожил ещё один расчёт вражеского пулемёта. В этом бою, 28 июня 1944 года он был тяжело ранен и после длительного лечения в тыловом госпитале демобилизован из рядов Красной армии, как инвалид войны.
Звание Героя Советского Союза с вручением ордена Ленина и медали «Золотая Звезда» (№ 3828) красноармейцу Асееву Алексею Александровичу присвоено 21 июля 1944 года.
С 1944 по 1946 годы проходил службу во Внутренних войсках НКВД СССР. С 1946 года А. А. Асеев жил и работал в городе Красноярске. Похоронен на Бадалыкском кладбище.

## Награды
- Медаль «Золотая Звезда» Героя Советского Союза (№ 3828) (21.07.1944)[2]
- Орден Ленина
- Медали, в том числе:
  - Медаль «За победу над Германией в Великой Отечественной войне 1941—1945 гг.»
  - Юбилейная медаль «Двадцать лет Победы в Великой Отечественной войне 1941—1945 гг.»
  - Юбилейная медаль «Тридцать лет Победы в Великой Отечественной войне 1941—1945 гг.»

## Память
- Похоронен в Красноярске на городском кладбище «Бадалык».